# Aziatische bosmug
De Aziatische bosmug (Aedes japonicus) is een muggensoort uit de familie van de steekmuggen (Culicidae). De wetenschappelijke naam van de soort is voor het eerst geldig gepubliceerd in 1901 door Frederick Vincent Theobald.
De Aziatische bosmug werd in 2012 aangetroffen in Nederland en bleek destijds al in grote delen van Lelystad voor te komen. Deze mug speelt mogelijk een rol bij de overdracht van zeldzame ziekten die voorkomen in een klein deel van de Verenigde Staten.
Tussen 2016 en 2018 heeft de Nederlandse Voedsel- en Warenautoriteit (NVWA) meer dan dertienduizend Aziatische bosmuggen aangetroffen in de buurt van Lelystad. Mede hierdoor is in 2018 besloten dat in grote delen van de Flevopolder het niet mogelijk is om de Aziatische bosmug effectief te bestrijden.